# Fali
Rafael Giménez Jarque (Valencia, 12 de agosto de 1993), conocido por un gitano como Fali, es un futbolista español. Juega como defensa central y su equipo actual es el Cádiz Club de Fútbol de la Segunda División de España.

## Trayectoria
Fali se formó en las categorías inferiores del Villarreal CF desde los diez años, siendo una de sus grandes promesas. Con 17 años se marchó al Catarroja Club de Fútbol de Tercera División.
Pocos meses después fichó por el equipo juvenil del Levante UD, debido a los impagos del club catarrogí. Rápidamente ascendió al equipo filial y, en enero de 2011, debutó con el Atlético Levante. En agosto de 2013 se desvinculó del Levante, tras haber jugado su última temporada con el filial en Segunda B. Pocos días después firmó por el Huracán Valencia, también de la categoría de bronce.
Tras dos buenas temporadas en el club valenciano, en julio de 2015, firmó un contrato de dos temporadas por el Nástic de Tarragona de Segunda División. Seis meses después fue cedido al Barcelona "B". El club catalán se encontraba en puestos de descenso a Tercera División y decidió apostar por jugadores experimentados en la categoría. La mejora del equipo fue inmediata logrando seis victorias en sus primeros siete partidos y logrando la permanencia al final de temporada.
En julio de 2016 renovó su contrato con el Nástic hasta 2020 y fue cedido nuevamente al filial blaugrana hasta junio de 2018. En la campaña 2016-17 logró el ascenso a Segunda División. Sin embargo, en enero de 2018, regresó a las filas del cuadro tarraconense que luchaba por la permanencia. Tras lograr nuevamente el objetivo de la permanencia, renovó su contrato hasta el año 2022.
El 10 de mayo de 2019, con el Nástic ya descendido, fue cedido al Cádiz CF para cubrir la baja del lesionado Pantić e intentar el ascenso a Primera División. Dos meses después, el club gaditano abonó la cláusula de rescisión valorada en 250.000 € y firmó un contrato de tres temporadas.

## Estadísticas
Actualizado al último partido disputado el 5 de diciembre de 2020.
| Levante U. D. B · España             | 2.ª B         | 2012-13       | 23  | 0 | — | — | — | — | 23  | 0 |
| Levante U. D. B · España             | Total club    | Total club    | 23  | 0 | 0 | 0 | 0 | 0 | 23  | 0 |
| Huracán Valencia C. F. · España      | 2.ª B         | 2013-14       | 24  | 0 | 1 | 0 | — | — | 25  | 0 |
| Huracán Valencia C. F. · España      | 2.ª B         | 2014-15       | 42  | 3 | — | — | — | — | 42  | 3 |
| Huracán Valencia C. F. · España      | Total club    | Total club    | 66  | 3 | 1 | 0 | 0 | 0 | 67  | 3 |
| Nàstic de Tarragona · España         | 2.ª           | 2015-16       | 7   | 1 | 1 | 0 | — | — | 8   | 1 |
| F. C. Barcelona B · España           | 2.ª B         | 2015-16       | 16  | 0 | — | — | — | — | 16  | 0 |
| F. C. Barcelona B · España           | 2.ª B         | 2016-17       | 36  | 1 | — | — | — | — | 36  | 1 |
| F. C. Barcelona B · España           | 2.ª           | 2017-18       | 20  | 0 | — | — | — | — | 20  | 0 |
| F. C. Barcelona B · España           | Total club    | Total club    | 72  | 1 | 0 | 0 | 0 | 0 | 72  | 1 |
| Nàstic de Tarragona · España         | 2.ª           | 2017-18       | 14  | 0 | — | — | — | — | 14  | 0 |
| Nàstic de Tarragona · España         | 2.ª           | 2018-19       | 28  | 3 | 1 | 0 | — | — | 29  | 3 |
| Nàstic de Tarragona · España         | Total club    | Total club    | 49  | 4 | 2 | 0 | 0 | 0 | 51  | 4 |
| Cádiz C. F. · España                 | 2.ª           | 2018-19       | 4   | 0 | — | — | — | — | 4   | 0 |
| Cádiz C. F. · España                 | 2.ª           | 2019-20       | 30  | 1 | 1 | 0 | — | — | 31  | 1 |
| Cádiz C. F. · España                 | 1.ª           | 2020-21       | 10  | 0 | 0 | 0 | — | — | 10  | 0 |
| Cádiz C. F. · España                 | Total club    | Total club    | 44  | 1 | 1 | 0 | 0 | 0 | 45  | 1 |
| Total carrera                        | Total carrera | Total carrera | 254 | 9 | 4 | 0 | 0 | 0 | 258 | 9 |
| (1) Incluye datos de la Copa del Rey |               |               |     |   |   |   |   |   |     |   |